# Чжу Цзінер
Чжу Цзінер (朱锦尔) (нар. 16 листопада 2002 року) — китайська шахістка, гросмейстер з 2023 року
Її рейтинг станом на січень 2025 року — 2514 (10-те місце у світі, 5-те — серед шахісток Китаю).

## Кар'єра
У 2016 році стала переможницею чемпіонату світу з шахів серед дівчат у віковій групі до 14 років.
У 2017 році посіла третє місце на зональному турнірі Азійської зони 3.5 позаду Чжай Мо і Ні Шицюнь, випередивши Сунь Фанхуей, та отримала право брати участь в чемпіонаті світу з шахів серед жінок 2018 року.
У 2018 році завоювала бронзову медаль у чемпіонаті Китаю зі швидких шахів серед жінок.
На чемпіонаті світу з шахів серед жінок у 2018 році в Ханти-Мансійську в першому турі перемогла грузинку Лейлу Джавахішвілі, а в другому турі програла росіянці Наталії Погоніній.
У вересні 2019 року з результатом 9½ очок з 11 можливих (+9-1=1) стала переможницею зонального турнірі Азійської зони 3.5 випередивши Хуан Цянь та Лей Тінцзє відповідно на 2 та 2½ очки.
У віці 16 років та 10 місяців Чжу Цзінер увійшла в десятку найкращих шахісток світу за рейтингом Ело.